# Sulcarius nigridens
Sulcarius nigridens är en stekelart som beskrevs av Horstmann 1992. Sulcarius nigridens ingår i släktet Sulcarius och familjen brokparasitsteklar. Inga underarter finns listade i Catalogue of Life.